# Viola hunanensis
Viola hunanensis Hand.-Mazz. – gatunek roślin z rodziny fiołkowatych (Violaceae). Występuje endemicznie w Chinach – w prowincjach Kuangsi, Guangdong i Hunan oraz w regionie autonomicznym Kuangsi. 

## Morfologia
PokrójBylina dorastająca do 8 cm wysokości, tworzy kłącza.
LiścieBlaszka liściowa ma owalnie trójkątny lub podługowato-owalny kształt. Mierzy 1–3 cm długości oraz 1–2 cm szerokości, jest karbowana na brzegu, ma sercowatą nasadę i tępy wierzchołek. Ogonek liściowy jest nagi i ma 2–3 cm długości. Przylistki są lancetowate.
KwiatyPojedyncze, wyrastające z kątów pędów. Mają działki kielicha o owalnie lancetowatym kształcie i dorastające do 3–4 mm długości. Płatki są odwrotnie jajowate, mają białą barwę oraz 10–12 mm długości, dolny płatek jest odwrotnie jajowaty, mierzy 10 mm długości, posiada obłą ostrogę o długości 3 mm.
OwoceTorebki mierzące 5 mm długości, o jajowatym kształcie.

## Biologia i ekologia
Rośnie na łąkach i skarpach. 